# Noccaea andersonii
Noccaea andersonii là một loài thực vật có hoa trong họ Cải. Loài này được (Hook. f. & Thomson) Al-Shehbaz mô tả khoa học đầu tiên năm 2002.